# Departamento Berón de Astrada
Das Departamento Berón de Astrada liegt im Norden der Provinz Corrientes im Nordosten Argentiniens und ist eine von 25 Verwaltungseinheiten der Provinz.
Im Norden grenzt es, getrennt durch den Río Paraná, an Paraguay, im Osten und Süden an das Departamento General Paz und im Westen an die Departamentos Itatí und San Luis del Palmar.
Die Hauptstadt des Departamento Berón de Astrada ist die Stadt San Antonio de Itatí, die von 1910 bis 2013 auch den Namen Berón de Astrada trug.

## Städte und Gemeinden
- San Antonio de Itatí
- Yahapé